# The Essential Billy Joel
The Essential Billy Joel é uma compilação da gravadora Sony das canções do cantor e compositor americano Billy Joel. Foi lançado em 2 de Outubro de 2001, e foi certifica como Multiplatina pela RIAA. Junto com o lançamento deste álbum, The Essential Video Collection foi lançada, com os clipes musicais mais famosos de Joel.
Em 26 de Agosto de 2008, The Essential 3.0 foi lançado contendo um terceiro disco com sete canções adicionais.

## Faixas

### Disco 1
1. "Piano Man"
2. "You're My Home"
3. "Captain Jack"
4. "The Entertainer"
5. "Say Goodbye to Hollywood"
6. "Miami 2017 (Seen the Lights Go Out on Broadway)"
7. "New York State of Mind"
8. "She's Always a Woman"
9. "Movin' Out (Anthony's Song)"
10. "Only the Good Die Young"
11. "Just the Way You Are"
12. "Honesty"
13. "My Life"
14. "It's Still Rock and Roll to Me"
15. "You May Be Right"
16. "Don't Ask Me Why"
17. "She's Got a Way"
18. "Allentown"

### Disco 2
1. "Goodnight Saigon"
2. "An Innocent Man"
3. "Uptown Girl"
4. "The Longest Time"
5. "Tell Her About It"
6. "Leave a Tender Moment Alone"
7. "A Matter of Trust"
8. "Baby Grand"
9. "I Go to Extremes"
10. "We Didn't Start the Fire"
11. "Leningrad"
12. "The Downeaster "Alexa""
13. "And So It Goes"
14. "The River of Dreams"
15. "All About Soul"
16. "Lullabye (Goodnight, My Angel)"
17. "Waltz no. 1 (Nunley's Carousel)"
18. "Invention in C minor"

### Disco 3
1. "Worse Comes to Worst"
2. "Prelude/Angry Young Man"
3. "Scenes from an Italian Restaurant"
4. "Big Shot"
5. "All for Leyna"
6. "Pressure"
7. "This Is the Time"

## Performance nas paradas
| Chart (2001)      | Posição |
| ----------------- | ------- |
| The Billboard 200 | 29      |